# Eve Torres
Eve Marie Torres (Denver, 21 de agosto de 1984), é uma dançarina norte-americana, modelo, atriz e wrestler profissional, que trabalhou na WWE, no programa Raw. Eve foi vencedora do WWE Diva Search 2007 e por três vez campeã das Divas

## Dança e Carreira de Modelo
Enquanto estava na Universidade do Sul da Califórnia(University of Southern California), Torres fez aparições em comerciais e vídeos musicais. Torres foi co-capitã da equipe de dança USC Fly Girls e criou uma grande parte de suas coreografias. Ela também dançou na Summer Pro League no Sul da Califórnia, particularmente para National Basketball Association(NBA), em Long Beach. Depois de se formar na faculdade ela mudou-se para dançar e tentar a carreira de modelo em tempo integral. Depois de chegar às finais de um torneio, Eve Torres se tornou membro da equipe NBA Los Angeles Clippers Spirit Dance entre 2006 e 2007. Ela também apareceu no Show Me The Money

## WWE Diva Search (2007)
Torres entrou para o WWE Diva Search durante o verão de 2007. No dia 29 de outubro de 2007, na Philadelphia, na Raw ao vivo, ela foi vencedora do WWE Diva Search 2008, derrotando a finalista Brooke Gilbertsen e tornando-se uma WWE diva oficialmente. Em 20 de dezembro de 2007, foi anunciado que ela recebeu sua licença no estado do Kentucky e tinha começado o treinamento na Ohio Valley Wrestling no dia 4 de janeiro de 2008.

### SmackDown e Cryme Tyme (2008 - 2009)
A WWE começou a fazer promoções da estreia de Eve Torres no SmackDown no dia 11 de janeiro de 2008. As promos foram feitas durante três semanas seguidas e Eve fez o seu debut oficial na edição de 1 de fevereiro de 2008 entrevistando o antigo World Heavyweight Champion Batista. Durante o início de 2008, Eve particiou do concurso "Diva Competition" para determinar a top diva do SmackDown, participando de um concurso de biquíne, uma pista de óbstáculos e uma competição de queda de braço antes de ser eliminada. Eve apareceu na WrestleMania XXIV como Lumberjill na match entre Maria e Ashley contra Beth Phoenix e Melina. Ela passou o resto do ano competindo em concursos semelhantes ao que fazia no SmackDown, incluindo alguns de dança, antes de participar do concurso de fantasias para Halloween em 26 de outubro no Cyber Sunday, onde ela estava vestida de Raphael dos Teenage Mutant Ninja Turtles. No episódio 800° do RAW em 3 de novembro de 2008 ela fez sua estreia no ringue em uma 16 divas tag team match, em que sua equipe perdeu.
Sua primeira história começou no início de 2009 quando ela começou uma rivalidade com Michelle McCool após a loira a ter atacado. Em 06 de fevereiro ela fez sua primeira luta solo perdendo para McCool via submissão. A rivalidade continuou durante alguns meses sobre lutas solos e de equipes. Eva então começou uma nova rivalidade, mas agora com Layla em meados do ano de 2009. As duas se enfrentaram em lutas de dança e quedas de braço. Eve derrotou Layla em 29 de maio no SmackDown pela primeira vez. Em 18 de junho ela voltou a vencer de Layla, mas no SuperStars, onde após a luta fizeram um aperto de mãos.
No meio de sua rivalidade com Layla ela se associou com Cryme Tyme (Shad e JTG), aparecendo em vários segmentos e backstages com eles. Ela também começou a acompanhá-los ao ring, onde então começaram uma rivalidade com The Hart Dynasty (David Hart Smith, Tyson Kidd e Natalya). A última partida de Eve no SmackDown ocorreu em 09 de outubro quando foi derrotada por McCool.

### Raw e Divas Champion (2009–2012)

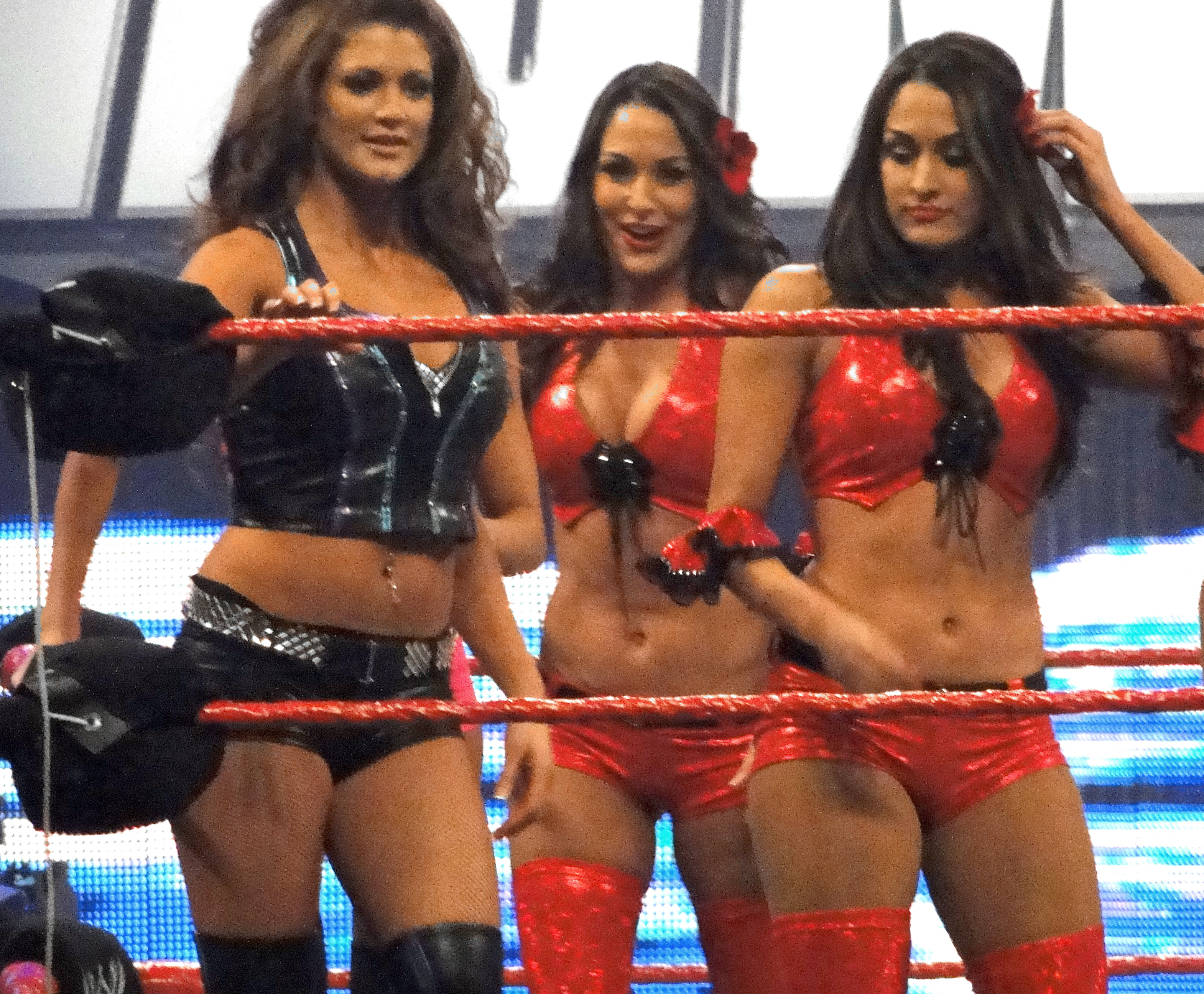
Torres (esquerda) com The Bella Twins no Royal Rumble em 2010.

Em 12 de outubro de 2009, Eve foi transferida para o RAW. Em 02 de novembro durante um show da brand, ela competiu em sua primeira luta depois da transferência em uma battle royal que foi vencida por Alicia Fox. Ela então começou um romance com Chris Masters em dezembro de 2009, tornando-se sua valet. Em janeiro de 2010 o WWE Divas Championship ficou vago e então foi criado um torneio onde Eve venceu a primeira etapa contra Katie Lea, mas foi eliminada na semifinal por Maryse. Na WrestleMania XXVI ela lutou em uma 10 divas tag team match, mas perdeu. Na noite seguinte, houve uma revanche onde ela levou a vitória para sua equipe pinando Maryse.
Em 5 de abril, num episódio do RAW, ela ganhou uma "Dressto Impress" battle royal para se tornar a #1 Contender ao Divas Championship de Maryse, na semana seguinte no RAW ela derrotou a loira para ganhar seu primeiro título. Ela defendeu com sucesso o cinturão contra Maryse em maio no pay-per-view Over The Limit. No Fatal 4-Way ela perdeu o título para Alicia Fox em uma fatal four way envolvendo também Maryse e Gail Kim. Em 5 de julho num show do RAW ela teve uma revanche contra Alicia, mas não obteve sucesso por Fox ter fingido uma lesão no tornozelo. No Money In The Bank ela teve uma nova revanche com Alicia, mas perdeu novamente. Em meados de 2010 ela começou a atuar como valet e dançarina de R-Truth em uma pequena rivalidade contra Maryse e Ted DiBiase.

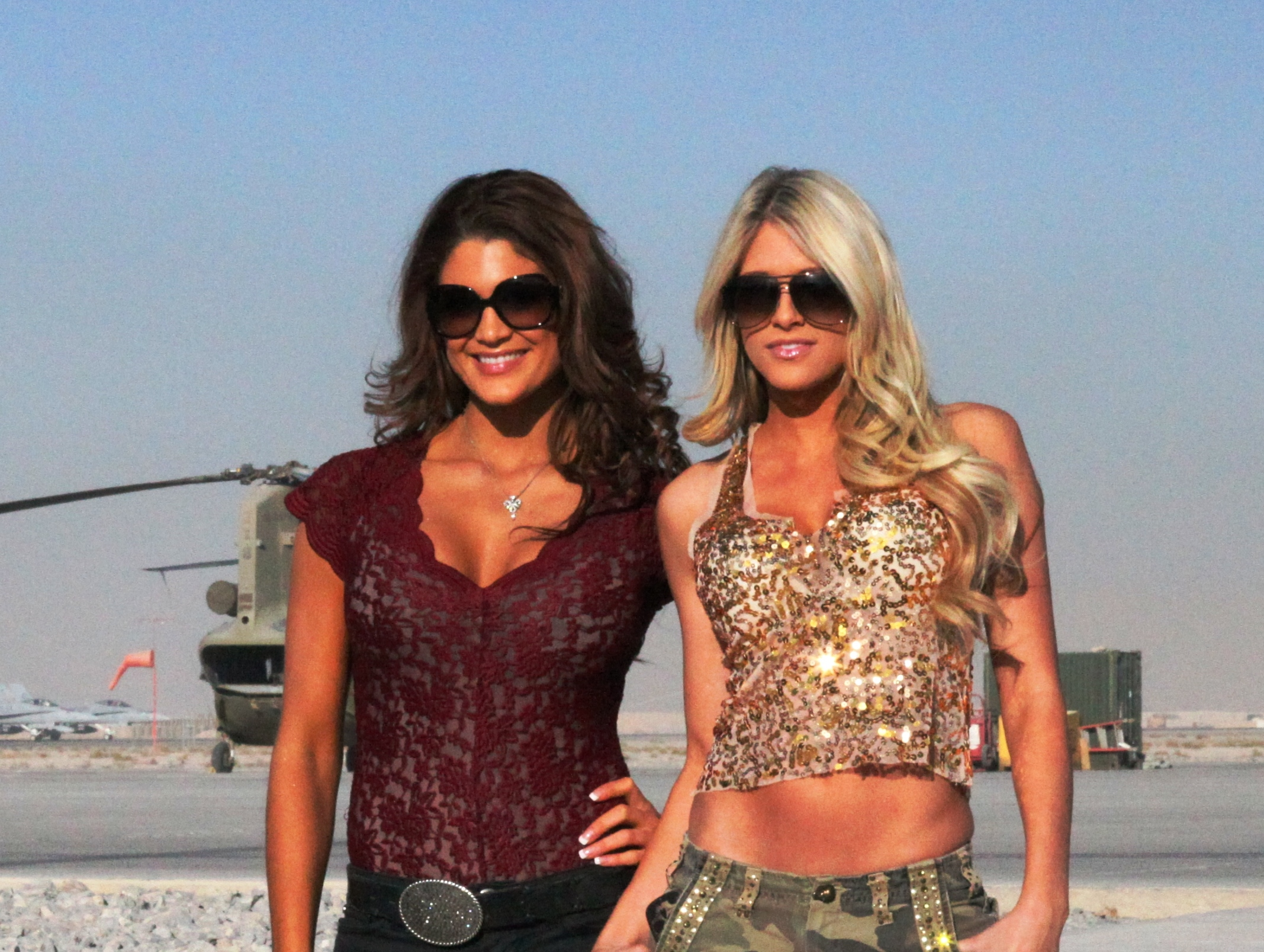
Eve e Kelly Kelly.

No Royal Rumble em 30 de janeiro de 2011, o General Manager do RAW a acrescentou na luta pelo WWE Divas Championship, onde ela venceu após pinar Layla. Ela defendeu o título dia 14 de fevereiro no RAW me uma Lumberjill Match contra Natalya. Eve voltou a defender o título dia 7 de março contra Nikki Bella. Ela conseguiu se manter com o título até o dia 11 de Abril, onde perdeu para Brie Bella.

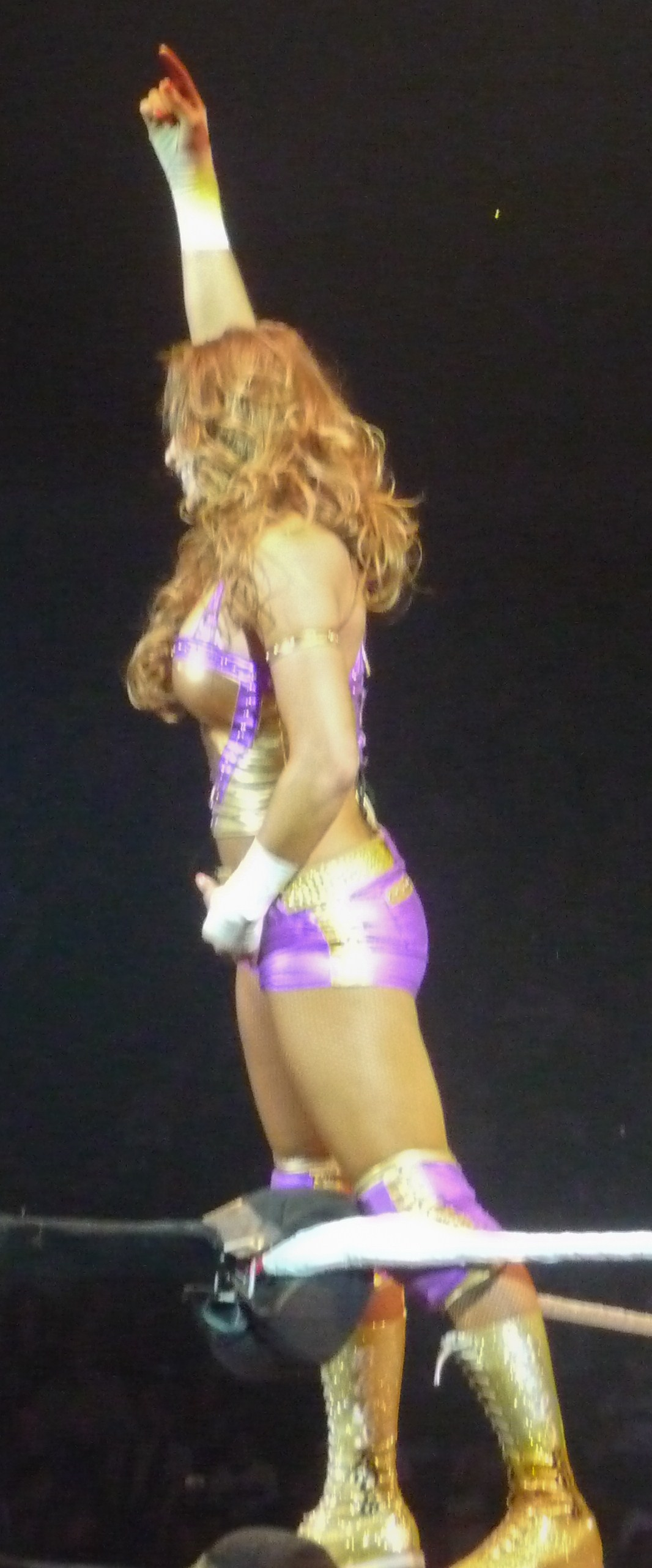
Torres em um evento do Raw em 2011.

Eve então formou uma aliança com Kelly Kelly, que mais tarde ganhou Divas Championship em junho. Eve lhe acompanhou ao ring em duas de suas lutas. Eve e Kelly começaram a rivalizar com as Divas of Doom (Beth Phoenix e Natalya), onde depois Beth Phoenix venceu o Divas Championship. Eve ganhou de Natalya uma partida #1 Contender para lutar com Beth Phoenix no Vengeance, mas não obteve sucesso. Dia 31 de outubro no RAW, ela novamente se tornou a desafiante de Beth após ganhar uma battle royal. No Survivor Series as duas voltaram a se enfrentar, mas agora em uma Lumberjill Match, onde o resultado foi o mesmo, Eve perdeu.
Eve começou um romance com Zack Ryder após a dupla ganhar uma luta contra Natalya e Tyson Kidd o dia 26 de dezembro no RAW. Dia 09 de janeiro de 2012 ela teve um encontro com Zack, começando o relacionamento. No Royal Rumble ela se uniu a Kelly Kelly, Alicia Fox e Tamina Snuka contra Beth Phoenix, Natalya e The Bella Twins, onde perderam. Zack começou a ser alvo de Kane por ser amigo de Cena, no qual estava com uma rivalidade com Kane. Kane o feriu em um show e após Eve perder para Beth Phoenix no RAW em uma luta pelo Divas Champion, Kane tentou atacá-la, mas John Cena a salvou. Dia 6 de fevereiro no RAW, Eve teve o nariz quebrado por Beth Phoenix logo após um Clothesline. Dia 13 de fevereiro Kane sequestrava Eve, mas Cena conseguiu salvá-la e ela o beijou, mas Zack viu. Mais tarde naquela noite, ela disse a Zack que eles podiam ser amigos.

### 2012

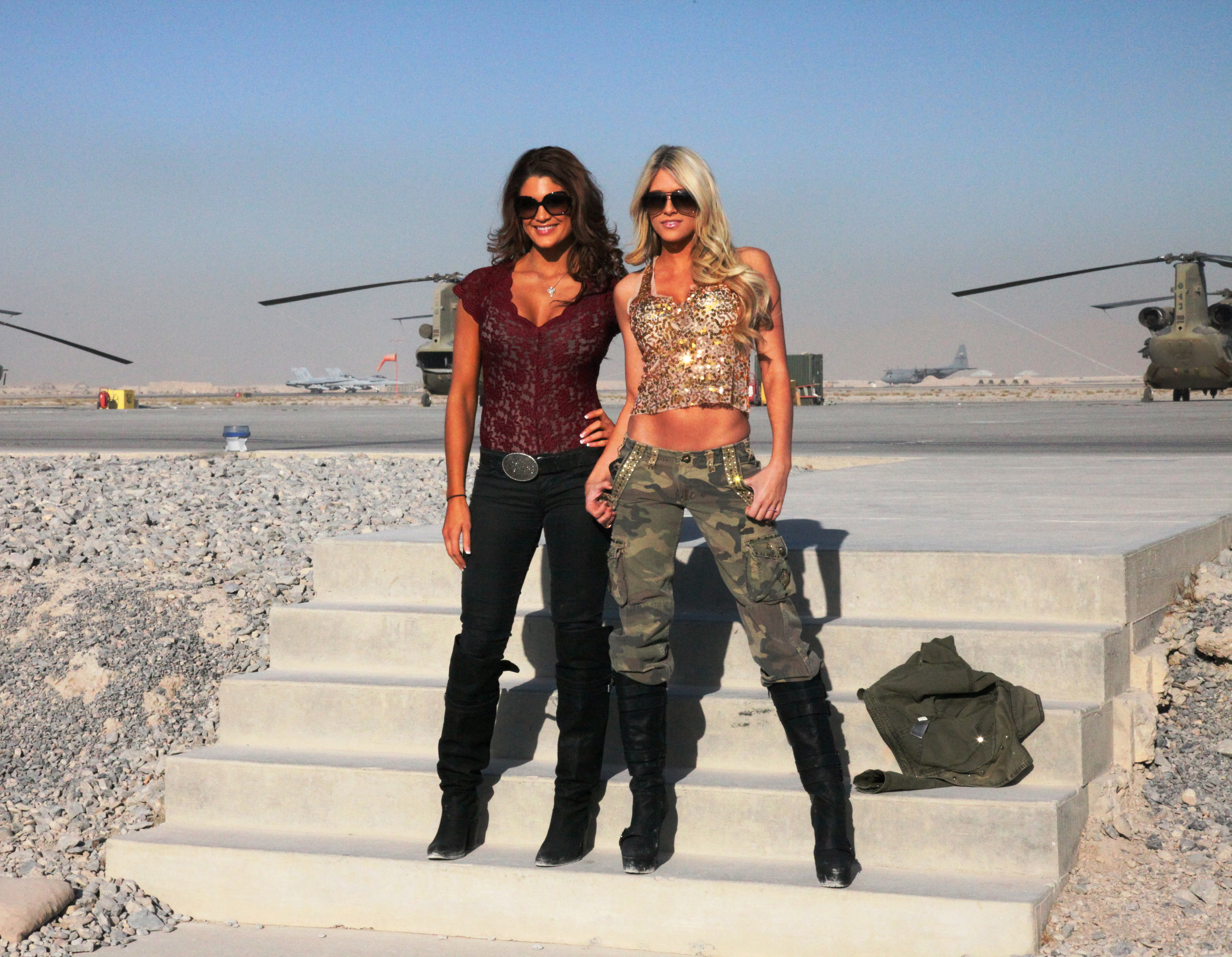
Eve Torres e Barbie Blank no Afeganistão.

Em 9 de janeiro, no episódio de Raw, Eve concorda em se encontrar com o Zack Ryder. No pay-per-view Royal Rumble (2012) Eve formou uma Tag com Kelly Kelly, Alicia Fox e Tamina Snuka para enfrentar Beth Phoenix, Natalya e as The Bella Twins , ams acabaram perdendo após Beth aplicar um Glam Slam na Kelly. Zack Ryder então começa um segmento com Kane que envolve Eve , pois Kane tenta atacá-la diversas vezes, mas Cena e Ryder sempre a salvava. Em Fevereiro dia 6 Eve teve seu nariz quebrado após um clothesline aplicado por Beth Phoenix. Em 13 de Fevereiro no episodio do Raw , Cena salvou Eve de ser sequestrada por Kane, após isso Eve e John Cena se beijam , mas Zack Ryder pode presenciar toda essa cena, mas tarde naquela noite Ryder foi até o ringue e disse ao Cena que pensou que eles fossem amigos já que Eve e Zack eram namorados.

### Recorde de Divas Champion e saída (2012)
Dia 20 de fevereiro, num episódio do RAW, Eve teve um heel turn após confessar no backstage para Bella Twins que nunca teve interesse por Zack Ryder, apenas o usou para ganhar buzz, da mesma forma que usou Cena que ouviu sua revelação. Eve justificou suas ações dizendo que as pessoas não devem esperar vê-la como uma "donzela em perigo" mais ela se orgulha de ser quem ela é - uma mulher cuja beleza serve para seduzir os homens e ter uma melhor qualidade de vida. Ela lutou em 2 de março no SmackDown vencendo Natalya. No dia 22 de março ela se uniu com Beth Phoenix contra Natalya e Tamina Snuka.
Na WrestleMania XXVIII, ela e Beth Phoenix foram derrotadas por Kelly Kelly e Maria Menounos. Mais tarde naquela noite, ela acompanhou Rydar ao ring em uma luta que ele estaria no team de Teddy Long contra John Laurinaitis e ela o atacou. Em 23 de Abril ela foi nomeada como Administradora Executiva do RAW e General Manager do SmackDown. Sua primeira ação no RAW foi demitindo Bella Twins no backstage.
Eve fez seu retorno aos ringues dia 9 de julho num episódio do RAW lutando com Daniel Bryan contra AJ Lee e CM Punk, mas perderam após Bryan lhe abandonar. Eve então se uniu a Beth Phoenix e Natalya no Money In The Bank perdendo para Layla, Kaitlyn e Tamina Snuka. Na noite seguinte ela se uniu com The Miz onde perderam para AJ Lee e Daniel Bryan. No dia 06 de Agosto ela foi derrotada por sua ex-amiga Kelly Kelly.
No dia 10 de agosto no Smackdown, Eve quis voltar a trabalhar no Smackdown, pedindo a Booker T para ser sua gerente, mas Brooker T colocou Kaitlyn. Ela então ameaçou Booker de denunciá-lo ao conselho de administração sobre a prática de contratação discriminatória e ela então ganhou uma luta contra Kaitlyn para definir a nova assistente dele, onde ela venceu.
Três dias depois, Eve perdeu para Kaitlyn uma battle royal para definir a #1 Contender ao Divas Championship. Dia 10 de setembro ela se uniu a Layla e Kaitlyn vencendo de Beth Phoenix, Natalya e Alicia Fox, onde após o fim da luta, ela abraçou as duas e levantou suas mãos as anunciando como as campeãs. No Night Of Champions, Kaitlyn foi atacada no backstage e ficou lesionada, não podendo ter sua chance de lutar contra Layla pelo cinturão, mas Eve a substituiu e venceu Layla se tornando a nova campeã, se tornando a primeira diva a ser três vezes campeã do título.
No dia seguinte, ela derrotou Beth com Layla na mesa dos comentaristas e na semana seguinte se uniu a Phoenix contra Layla e Alicia Fox. Após a partida, Kaitlyn disse que teve acesso as fitas de segurança e a quem lhe atacou era loira. Eve acusou Beth e lhe atacou. Dia 29 logo após Beth vencer Natalya, ela disse que Beth estava suspensa até a investigação do ataque de Kaitlyn acabar. Mais tarde naquela noite, Booker T retirou a suspensão de Beth. No dia 8 de outubro, ela derrotou Kaitlyn pelo cinturão com uma submissão. Na semana seguinte ela derrotou Layla para reter o título mais uma vez. No Hell in a Cell ela manteve o título em uma Triple Threat Match envolvendo Kaitlyn e Layla. Dia 5 de novembro ela e Aksana perderam para Layla e Kaitlyn, onde na semana seguinte ouve uma luta entre Kaitlyn e Layla vencida por Kaitlyn para determinar a nova #1 Contender. No Survivor Series, Kaitlyn voltou a ser atacada, mas ela conseguiu se defender e revelou Aksana como a loira misteriosa, onde naquela noite ela sem sucesso perdeu sua luta. No dia 16, durante um show do SmackDown ela se uniu com Alicia Fox e Aksana, mas perderam para Kaitlyn, Natalya e Layla.
Depois de se recuperar de uma lesão no cotovelo em house show, ela voltou dia 10 de dezembro derrotando Alicia Fox no RAW e no pay-per-view TLC ela interferiu numa battle royal para determinar sua oponente com um tapa em Kaitlyn, que pouco tempo depois perdeu para Naomi e naquela noite Eve a derrotou. Dia 17 de dezembro Kaitlyn venceu de Eve e no dia 18 ela reteve o título contra Layla por desqualificação após agarrar o pé do juiz. Dia 24 de dezembro em uma luta natalina ela perdeu para Kaitlyn, Layla, Natalya e Alicia Fox com Tamina, Aksana e Rosa Mendes. Dia 31 de dezembro ela escolheu a Hall of Famer Mae Young para enfrentá-la pelo Divas Championship, mas Kaitlyn lhe atacou. Dia 14 de janeiro de 2013 ela perdeu para Kaitlyn no RAW 1000°.

### Saída da WWE
Em 14 de  janeiro perdeu o WWE Divas Championship para Kaitlyn que a aplicou um Spear e conseguiu o Pin-fall, depois se demitiu da WWE. Na realidade, Eve pediu liberação em dezembro de 2012 da WWE para se concentrar em seu papel como instrutora do Gracie Women Empowered Self-Defense. Em 9 de Dezembro de 2013 ela retornou a WWE apresentando o Slammy Awards de Diva do Ano, ganho pelas The Bellas Twins.

### Gracie Women Empowered Self-Defense
Eve comanda o programa Gracie Women Empowered Self-defense, juntamente com o apoio de seu marido. Recentemente, Eve informou que foi abusada na infância e isso só lhe trouxe forças para continuar com o programa e ajudar as mulheres com a auto-defesa.

## Outra Mídias

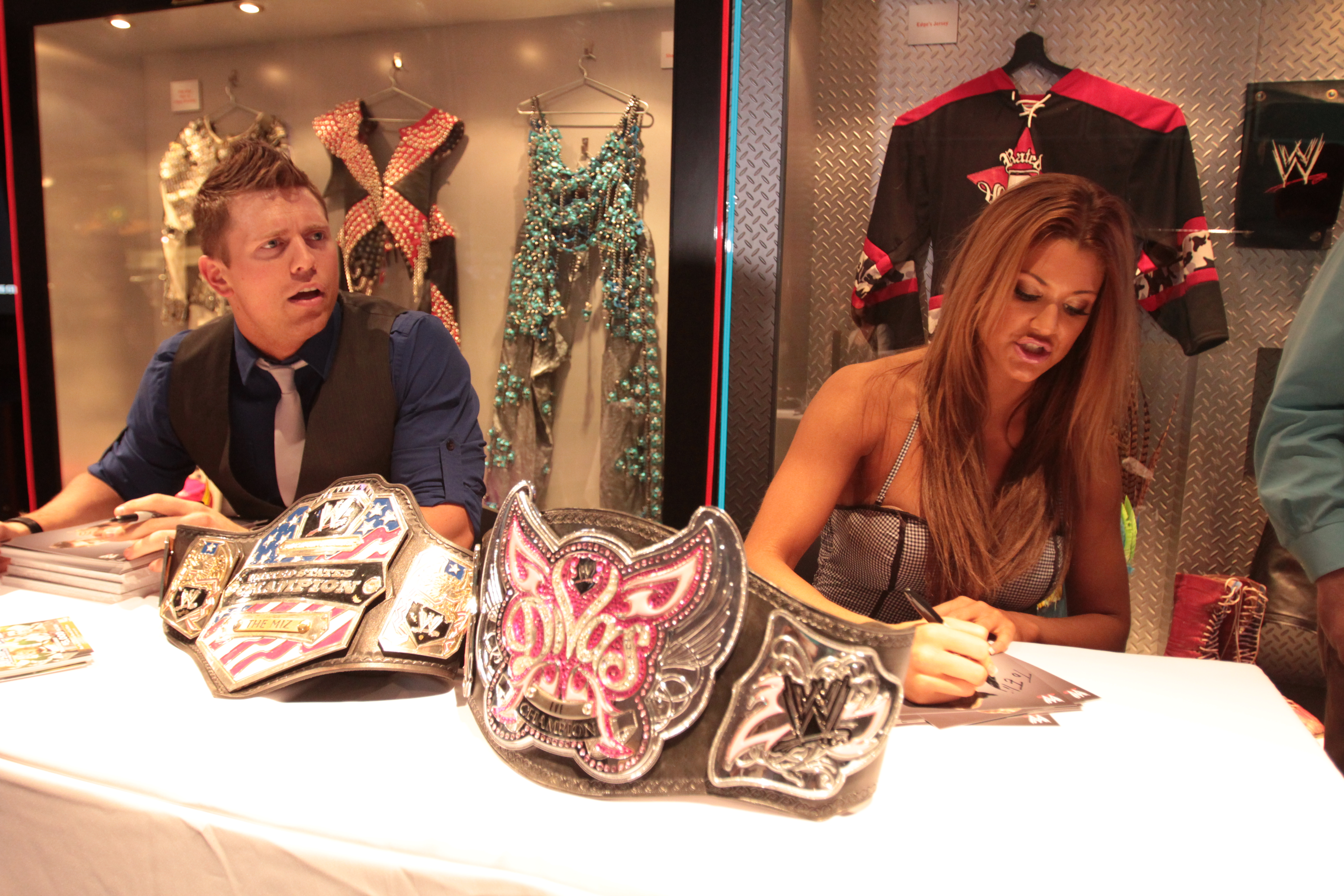
Eve Torres concedendo autógrafos a fãs, em evento.

Torres fez uma aparição especial na Redemption Song que é apresentada pelo colega e lutador da WWE Chris Jericho junto com Candice Michelle, Maryse, e Mickie James. Foi originalmente apresentado no dia 12 de novembro de 2008. Eve, junto com Maryse e Michelle McCool apareceram na revista Muscle & Fitness na edição de janeiro de 2009. No dia 17 de agosto, Maria, Candice Michelle, e Eve Torres estiveram em um episódio da Sunset Tan. Torres apareceu no episódio de 3 de novembro de 2009 no programa Deal or No Deal  com Maria e Dolph Ziggler.

## Vida Pessoal
Além da dança, Eve também ama a aeróbica, e o kickboxing. Torres também esteve na revista  Latina. Ela é treinada no Jiu-jitsu brasileiro e é casada com Rener Gracie, desde 2014, com quem tem 2 filhos.

## No wrestling
- Finisher
  - Juji Gatame (Flying cross armbar)[1][2][3] - 2009
  - Handspring Standing Moonsault[4] - 2009 - 2010
  - Evesault (Moonsault)[5] - (2010 - 2012)
  - The Heartbreaker (Snap spinning neckbreaker)[6][7][8] - 2010 - Presente
- Signature moves
  - Bootysault[9][10][11][12]
  - Enzuigiri[13]
  - "The Eve's Drop" (Flipping Senton)[14][15]
  - Reverse STO[12][16]
  - Diving reverse triangle choke[15][17]
  - Neckbreaker[18]
  - Single leg dropkick[16]
  - Baseball slide[19]
  - Suplex seguido de um pin[20]
  - Inverted facelock elbow drop[21]
  - Schoolgirl roll-up[22][23]
- Managers
  - Cryme Tyme[24][25][26]
  - Alicia Fox[27]
  - Gail Kim[28]
  - Beth Phoenix
  - Kelly Kelly
- Lutadores de quem foi manager
  - Chris Masters[29]
  - Cryme Tyme (Shad Gaspard e JTG)[25][26]
  - R-Truth[30]
  - Kelly Kelly[31]
  - Zack Ryder[32]
- Nicknames
  - "The Wonder Woman of the WWE"[33]
  - "Hoeski"[34]
  - "The Hellacious Heartbreaker"[35]
- Temas de entrada
  - "Pop Energia" por Jaun Estefan (2008 – 2009)[36]
  - "She Looks Good" por Jim Johnston (2009 – 2011;2011)[37]
  - "She Looks Good (V2)" por Jim Johnston (2011)
  - "She Looks Good (V3)" por Jim Johnston (2011 – Presente)

## Títulos e Prêmios
- WWE
  - WWE Divas Championship (3 vezes)[38][39]
  - WWE Diva Search (2007)[40]

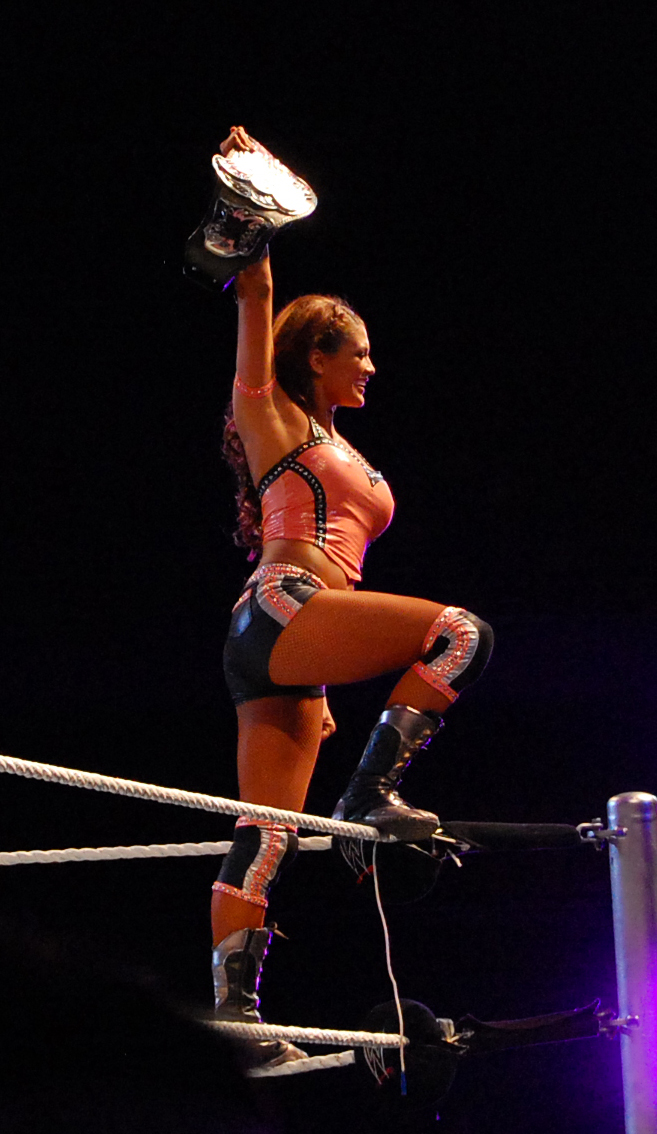
Eve como Campeã de divas.

  - Administradora Executiva do Raw e Smackdown
  - Assistente do General Manager do Smackdown
- Pro Wrestling Illustrated
  - PWI a colocou como #5 das 50 melhores wrestlers femininas de 2010[41]
  - PWI a colocou como #10 das 50 melhores wrestlers femininas de 2011[42]